# BM25 Musudan
Die BM25 Musudan ist eine ballistische Mittelstreckenrakete, die in Nordkorea entwickelt wurde. Andere Bezeichnungen lauten Taepodong X, Nodong-B, Rodong-B, Hwasong-10 oder Mirim.

## Entwicklung
Anfang 2003 wurde bekannt, dass man in Nordkorea an einem neuen Raketentyp arbeitet. Rüstungsexperten nehmen an, dass emigrierte russische Ingenieure aus dem Staatlichen Raketenzentrum Makejew in Miass an der Entwicklung beteiligt waren. Erstmals wurde die BM25 Musudan im Oktober 2003 auf dem Flugplatz Mirim beobachtet. Ein einziger Teststart erfolgte vermutlich 2007 im Iran. Im Oktober 2010 wurde die BM25 Musudan an einer Militärparade in Pjöngjang erstmals der Öffentlichkeit präsentiert.

## Technik
Die BM25 Musudan basiert auf der sowjetischen R-27 (NATO: SS-N-6 Serb) SLBM. Die Rakete ist eine Kopie der R-27, welche über eine verlängerte Rumpfsektion verfügt. Die BM25 Musudan ist eine einstufige Rakete mit einem 4D10-Raketentriebwerk für hypergolischen Flüssigtreibstoff. Zur Verwendung kommen 1,1-Dimethylhydrazin und RFNA. Da dieser Treibstoff auf Stahl und Aluminium sehr korrosiv wirkt, kann die Rakete nur über eine bestimmte Zeit im betankten Zustand belassen werden. Die Antriebssektion der BM25 Musudan wird vermutlich auch bei der Trägerrakete Unha verwendet. Die Sprengkopfsektion scheint eine Neuentwicklung zu sein. Die Nutzlast liegt bei 500–1.200 kg und besteht vermutlich aus einem Nukleargefechtskopf. Die Bestückung mit einem konventionellen Splittergefechtskopf ist ebenfalls möglich. Die maximale Reichweite der Rakete liegt je nach Quelle bei 2.500–4.000 km. Die Steuerung der BM25 Musudan erfolgt mittels einer Trägheitsnavigationsplattform. Je nach Schussdistanz wird eine Präzision (CEP) von 1.300–2.000 m erreicht. Es ist möglich, dass an das Steuersystem ein GPS-Lenksystem (Beidou (Satellitennavigation) oder GLONASS) gekoppelt wurde. So lässt sich die Präzision auf 200–300 m verbessern. Das System ist auf dem MAZ-547/MAZ-7916-12x12-LKW untergebracht und damit schnell verlegbar und schwierig zu lokalisieren; eine präventive Zerstörung ist demnach nicht zuverlässig möglich. Die Raketen können direkt in einer Raketenbasis oder an anderen Orten gestartet werden. Jedes Fahrzeug ist mit einer Rakete bestückt.

## Verbreitung
Nordkorea
Wann die BM25 Musudan bei den nordkoreanischen Streitkräften eingeführt wurden, ist nicht genau bekannt. Die Serienproduktion begann wahrscheinlich 2009. Die operationelle Einsatzfähigkeit wurde vermutlich 2011 erreicht. Schätzungsweise verfügt Nordkorea über 12–50 BM25 Musudan-Raketen.
 Iran
Laut veröffentlichten Depeschen von Wikileaks soll Nordkorea 2005 unter Umgehung des Raketentechnologie-Kontrollregimes 19 Raketen an den Iran geliefert haben, die dort unter der Bezeichnung Chorramschahr geführt werden.